# Montréjeau
Montréjeau – miejscowość i gmina we Francji, w regionie Oksytania, w departamencie Górna Garonna.
Według danych na rok 1990 gminę zamieszkiwało 2857 osób, a gęstość zaludnienia wynosiła 348 osób/km² (wśród 3020 gmin regionu Midi-Pireneje Montréjeau plasuje się na 119. miejscu pod względem liczby ludności, natomiast pod względem powierzchni na miejscu 1229.).